# Илия Балтов (ВМОРО)
 Тази статия е за прилепчанеца, деец на ВМОРО.  За битолчанеца, деец на ВМОК вижте Илия Балтов (ВМОК).  
Илия Димитров Балтов с псевдоними Абрицки и Урин е български просветен деец и революционер, деец на Вътрешната македоно-одринска революционна организация.

## Биография
Балтов е роден на 24 юни 1876 година в град Прилеп, тогава в Османската империя, днес в Северна Македония. В 1895 година завършва с десетия випуск Солунската българска мъжка гимназия и става учител в Прилеп, а по-късно в Битоля. Присъединява се към ВМОРО още като ученик. Учителства в Прилеп и Битоля. Член е на Прилепския революционен комитет. В 1902 година е изпратен от ВМОРО в Неврокоп, за да укрепи организацията в района. По решение на Серския окръжен комитет на ВМОРО Балтов две години е учител в Мелнишкото българско класко училище (1904 – 1906). По време на Илинденско-Преображенското въстание участва в четнически акции. На Първия конгрес на Серския революционен окръг в 1905 година е избран да член на Серския окръжен комитет. През септември 1905 година е депутат на Рилския конгрес на организацията. Делегат е и на Серския окръжен конгрес на ВМОРО през юли - август 1906 година.
След Младотурската революция в 1908 година участва в отряда на Яне Сандански при Похода към Цариград в подкрепа на младотурците. Същата година заминава за Швейцария и завършва история в Женевския университет. В 1912 година се връща в Неврокоп като учител.
В 1914 година завършва история в Софийския университет и отново учителства в Неврокоп, Златна Панега и Бургас. След войните Балтов е пръв директор на откритата в 1920 година Неврокопска гимназия, днес Природо-математическа гимназия „Яне Сандански“. Участва в дейността на тютюневата кооперация „Македонски тютюни“.
В 1922 година се преселва в София, където умира в 1928 година.
Балтов е съпруг на революционерката и просветна деятелка Анастасия Балтова.